# 北黃蝶
北黃蝶（学名：Eurema mandarina）为粉蝶科黃蝶屬下的一个种。本種外觀與習性皆與黃蝶十分雷同，藉由分子檢測與食性研究方得以區分。

## 描述
北黃蝶體型小，外型與其他黃蝶相似，翅膀底色為濃黃色，散布黑褐色細點。前翅長17-26 mm，呈略長三角形，前緣凸，外緣與後緣幾近筆直。最大特徵為前翅外緣緣毛為黃色，且前翅腹面基部有兩枚穩定的黑點。
雄蝶頭部及口器為黑褐色，觸角具白環，下唇鬚黃色。胸部有白色毛與鱗片，腹部黑褐色覆黃色鱗，足部亦覆黃色鱗片。翅背面黃色，前後翅外緣常有黑邊；翅腹面較淡，後翅具黑褐色條紋與中室條帶，前翅中室有兩個小黑斑，散布暗色鱗片，中室後脈上具線狀性標。
雌蝶翅色較淡，前翅無黑緣，無性標，斑紋與雄蝶相似但較不明顯。

## 分布
本種分布於日本、朝鮮半島南部、台灣、華中與華南地區。台灣分佈全島中低海拔山區，以低海拔山區較為常見。

## 生態習性
本種幼蟲以多種鼠李科、豆科植物為食，一年多世代，成蟲全年可見。
食草包括鼠李科桶鉤藤、小葉鼠李、雀梅藤；豆科鐵掃帚、毛胡枝子、合歡。

## 資料來源
1. 1 2  徐堉峰. . 台中市: 晨星出版社. 2013. ISBN 978-986-177-669-9.
2. 1 2  徐堉峰, 黃嘉龍, 梁家源. . 農業部林業及自然保育署. ISBN 9789860551563.

## 外部連結
- 维基共享资源上的相關多媒體資源：北黃蝶